# Robert Craddock
Robert Craddock (Lawrenceville, 5 settembre 1923 – Myrtle Beach, 28 marzo 2003) è stato un calciatore statunitense, di ruolo attaccante.

## Carriera

### Club
Ha giocato sia nel Castle Shannon e sia nell'Harmarville Hurricanes.

### Nazionale
Nel 1950 ha partecipato al Campionato mondiale di calcio "Jules Rimet" giocando una sola partita.